# Iznogud
Iznogud (también conocida como Iznogud el Infame) es una serie de historietas francesa creada por el guionista René Goscinny y el dibujante Jean Tabary en 1962 para la revista Record. Inicialmente se tituló Las aventuras del califa Harún El Pussah (Les aventures du calife Haroun El Poussah). Tras la desaparición de la revista Record, la serie empezó a publicarse en Pilote, en 1968.

## Argumento
La historieta está ambientada en el Bagdad maravilloso de Las mil y una noches. Harún El Pussah, un personaje bonachón, muy querido por el pueblo, es el califa de Bagdad, e Iznogud es su visir. El nombre del personaje revela su carácter: es un juego de palabras con la frase inglesa «He's no good» («No es bueno»). En efecto, el objetivo del envidioso y traicionero visir no es otro que el que expresa con su frase típica: 

¡¡¡Quiero ser califa en lugar del califa!!!

Je veux être calife à la place du calife

Para ello, ante la pasividad bobalicona de Harún, se dedica a conspirar interminablemente, con la ayuda de su torpe pero fiel ayudante Dilá Lará (Dilat Larath en la versión original), fracasando estrepitosamente en cada uno de sus complots. 

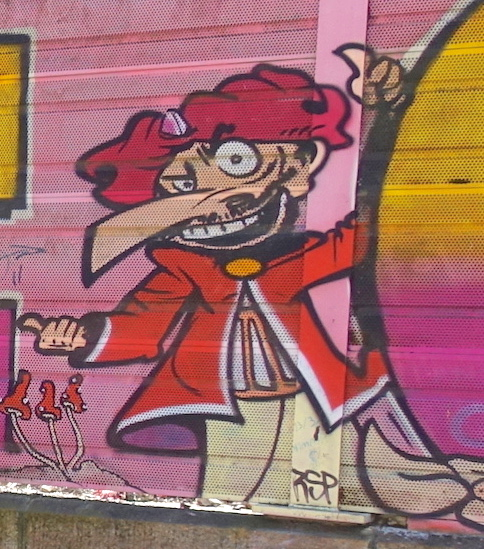
Representación de Iznogud en un mural de Ginebra, en la valla de un parque llamado Galiffe.

Los planes de Iznogud siempre fracasan, y conducen a Dilá Lará y a él a situaciones aparentemente sin salida, de las que, sin embargo, nunca queda huella al comienzo del episodio siguiente. Cuando se les señaló este particular, los autores replicaron con una serie de historietas breves titulada Les Retours d'Iznogoud, en la que se cuenta cómo los personajes lograron salir de las apuradas situaciones en que terminaban en los álbumes anteriores.

## Características
Los álbumes de Iznogud están plagados de juegos de palabras y retruécanos "imposibles" (intraducibles, en numerosas ocasiones). Esto fue así porque Goscinny, que gustaba de adecuar su trabajo al dibujante que lo acompañara, sabía que a Tabary le encantaban, y por ello los introducía sin cesar (por este mismo motivo, los guiones que hizo para Lucky Luke carecen absolutamente de ellos: Morris, el dibujante, los detestaba). Ello ayudaba también a compensar la "justeza" argumental, puesto que todas las historietas giran en torno al mismo hilo, si bien, aprovechando que se desarrollan en el Bagdad de Las mil y una noches, Goscinny hizo uso de toda la fantasía que quiso: magos, genios, alfombras voladoras, maestros del hipnotismo, viajes espacio-temporales, etcétera.

## Trayectoria editorial
El origen del personaje de Iznogud fue puramente casual, y surgió cuando a Goscinny le encargaron la realización de una serie de historietas para la revista en trabajo conjunto con Tabary. En un principio, la nueva historia iba a ser de trama detectivesca sin perder por ello humor, pero cuando el joven dibujante acudió a casa del genial guionista a tomar los primeros bocetos, René empezó a contar: 

Érase una vez, en Bagdad la magnífica, un Califa muy bueno, pero que tenía un visir malísimo....

Aquella frase provenía de uno de los libros de su serie El pequeño Nicolás, en concreto de Las vacaciones del Pequeño Nicolás (Les Vacances du petit Nicolas, 1962): veraneando en un campamento, a la hora de la siesta, los niños piden al monitor que les cuente un cuento, y el cuento comenzaba así. Lo que no había sido más que una simple frase, dio a Goscinny material para toda una nueva serie de historietas. 
En vida de René Goscinny, los álbumes constaron de cuatro o cinco historietas cortas (de doce a quince páginas cada una), recopilación de las ofrecidas en la revista en formato de tapa dura. Al morir Goscinny, en 1977, Tabary continuó la serie en solitario. Tras probar unas cuantas historietas con la antigua extensión, se decidió a realizar guiones para episodios de 42 páginas, similares a las de Astérix. 
En España, las historietas de Iznogud se han publicado en diversos medios. Debutaron en el primer número de la revista Gran Pulgarcito (27/XII/1969), que imitaba el formato de la francesa Pilote, donde, con cada número, y de forma ininterrumpida hasta el n.º 49 (XII/1969), fueron apareciendo decenas de historietas cortas del visir (habitualmente de ocho páginas, algunas con diez y hasta doce planchas). También aparecieron historietas cortas de la serie en otras revistas Bruguera, como Mortadelo (en números extraordinarios de 1972 y 1974) o en Super Pulgarcito (en números aislados entre 1970 y 1976). 
También se publicaron en formato álbum.
En la década siguiente también se publicaron historietas cortas del visir en el suplemento infantil El Pequeño País, y la editorial SARPE publicó entre 1984 y 1985 diversas aventuras del personaje en la revista Fuera Borda, aunque será la editorial Grijalbo-Junior la primera que publique la serie en una colección en formato álbum. Aparecieron, así, los primeros diecinueve álbumes de la colección, entre 1977 y 1995. A partir de 2005 será Planeta De Agostini la que se haga cargo de la serie, aunque tampoco llegó a publicarla de forma integral (aparecieron veintisiete de los treinta volúmenes de la colección). En 2015, la editorial Trilita se hizo con los derechos y publicó cinco tomos que recopilaban buena parte de la obra (el último aparecido en 2017), en un intento de aproximación a una edición definitiva, que reproducía fielmente la edición francesa, que incluía completos extras sobre la serie.

### Álbumes

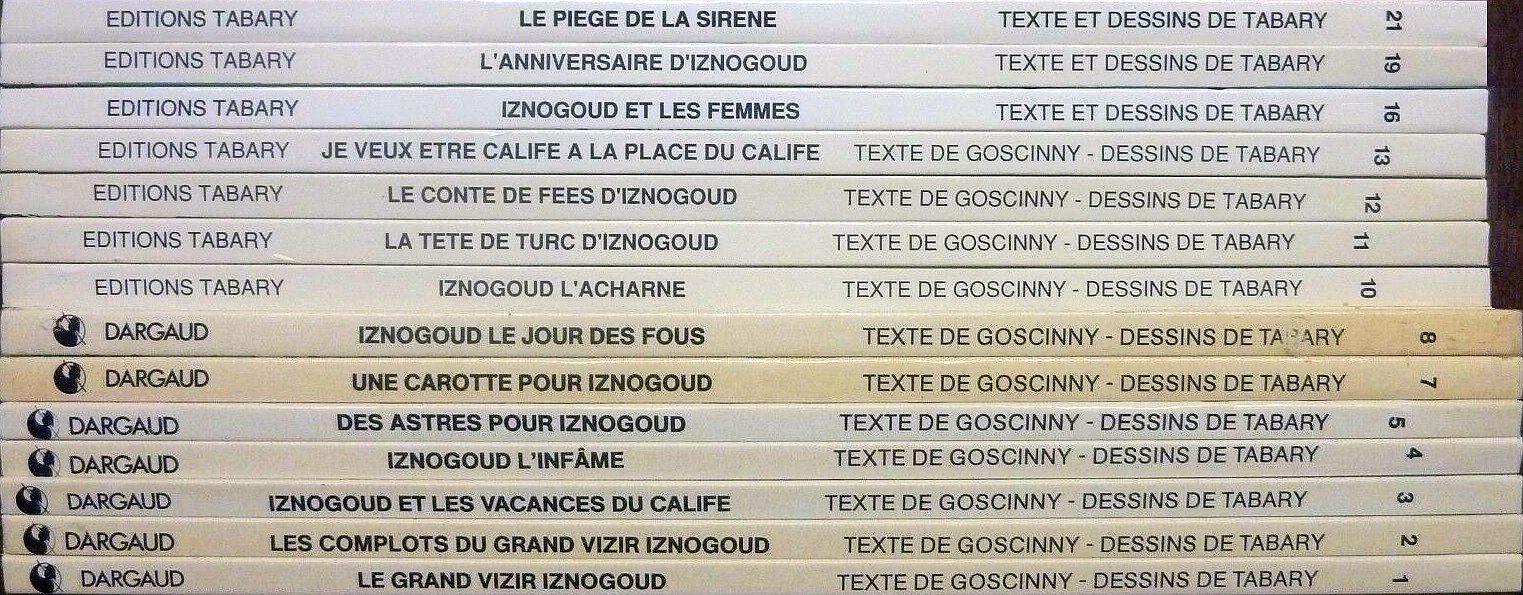
Lomos de los álbumes 1-5, 7, 8, 10-13, 16, 19 y 21 de la edición de Dargaud.

1. El gran visir Iznogud (Le Grand Vizir Iznogoud, 1966)
2. Los complots del gran visir Iznogud (Les Complots d'Iznogoud, 1967)
3. Las vacaciones del califa (Les Vacances du calife, 1968)
4. Iznogud el infame (Iznogoud l'infâme, 1969)
5. Astros para Iznogud (Des astres pour Iznogoud, 1969) ("Iznogud ve las estrellas" en la primera traducción; "Des astres" significa "Estrellas", pero, obviamente, también se puede leer "Desastres")
6. Iznogud y el ordenador mágico (Iznogoud et l'ordinateur magique, 1970)
7. Una zanahoria para Iznogud (Une carotte pour Iznogoud, 1971)
8. El día de los locos (Le Jour des fous, 1972)
9. La alfombra mágica (Le Tapis magique, 1973)
10. Iznogud el cruel (Iznogoud l'acharné, 1974)
11. La cabeza de turco de Iznogud (La Tête de turc d'Iznogoud, 1975)
12. Las pesadillas de Iznogud (Les Cauchemars d'Iznogoud, 1976)
13. El cuento de hadas de Iznogud (Le Conte de fées d'Iznogoud, 1976)
14. Quiero ser califa en lugar del califa (Je veux être calife à la place du calife, 1978)
15. La infancia de Iznogud (L'Enfance d'Iznogoud, 1981)
16. Iznogud y las mujeres (Iznogoud et les femmes, 1983)
17. Las pesadillas de Iznogud. Tomo 4 (Les Cauchemars d'Iznogoud tome 4, 1984)
18. El cómplice de Iznogud (Le complice d'Iznogoud, 1985)
19. El aniversario de Iznogud (L'Anniversaire d'Iznogoud, 1990) (El cumpleaños de Iznogud en la primera traducción)
20. ¡Iznogud, por fin califa! (Iznogoud enfin calife !, 1991)
21. La trampa de la sirena (Le Piège de la sirène, 1992)
22. Las pesadillas de Iznogud. Tomo 2 (Les Cauchemars d'Iznogoud tome 2, 1994)
23. Las pesadillas de Iznogud. Tomo 3 (Les Cauchemars d'Iznogoud tome 3, 1994)
24. El retorno de Iznogud (Les Retours d'Iznogoud, 1994) (Las idas y venidas de Iznogud en la primera traducción)
25. ¿Quién ha matado al califa? (Mais qui a tué le calife?, 1998)
26. Un monstruo simpático (Un monstre sympathique, 2000)
27. El ancestro (La Faute de l'ancêtre, 2004)
28. Las mil y una noches del califa (Les Mille et Une Nuits du Calife, 2008) (Inédito en español)
29. Iznogud, presidente (Iznogoud président, 2012) (Inédito en español)
30. De padre a hijo (De père en fils, 2015) (Inédito en español)

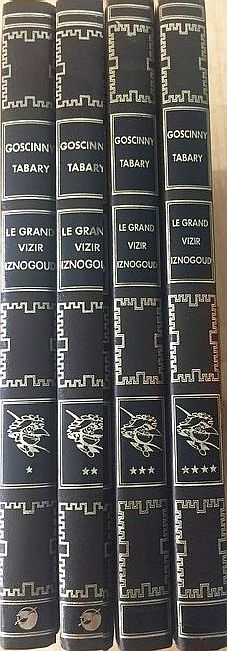
Lomos de la integral publicada por Rombaldi.

## Adaptación cinematográfica
En 1995, se hizo una serie de animación de 52 episodios que fue dirigida por Bruno Bianchi. 
En 2005 se estrenó una película francesa de imagen real: Iznogoud, dirigida por Patrick Braoudé, y con actuación de Michaël Youn (Iznogud), Jacques Villeret (el califa) y Elsa Pataky.

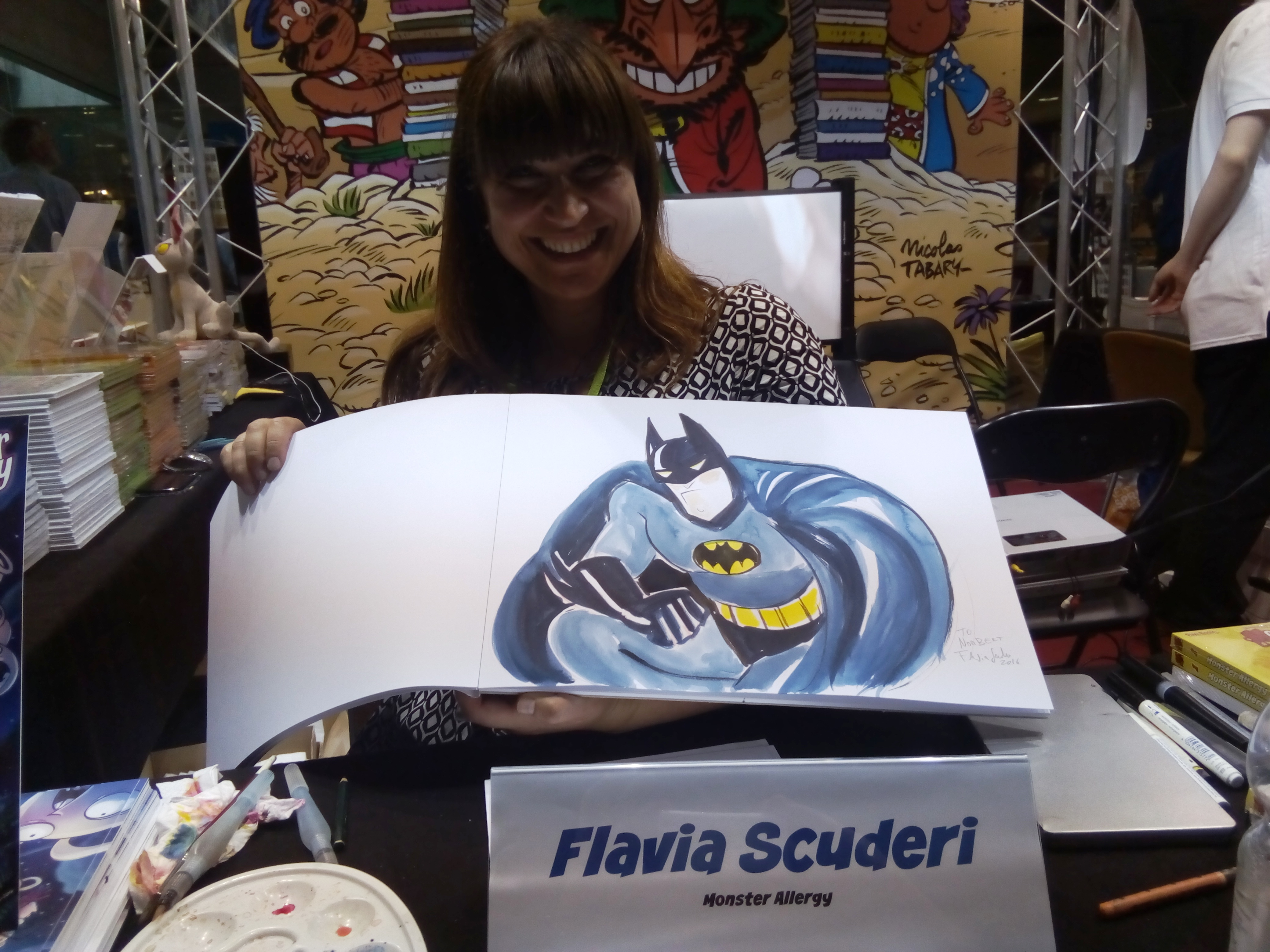
Flavia Scuderi muestra un dibujo de Batman en la ed. del 2016 del Comic-Salon Erlangen;
detrás, Dilá Lará, Iznogud y el califa Harún El Pussah, con firma de Nicolas Tabary, hijo de Jean